# Synchrone compensator

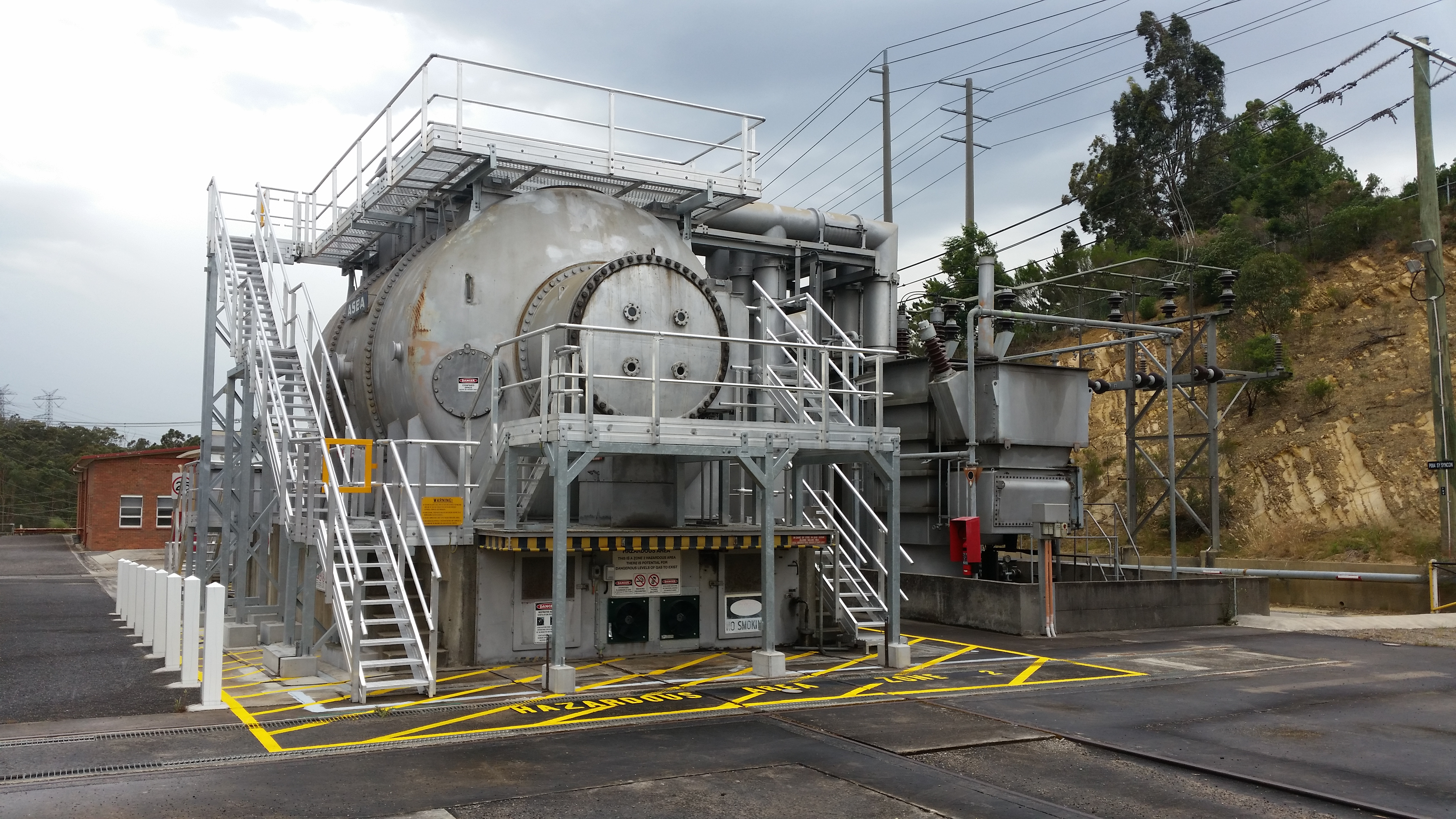
Synchrone compensator

Een synchrone compensator is een synchrone driefasige draaistroommotor. Ze worden ingezet als Cos φ -compensatie. Wordt een motor alleen voor dit doel gebruikt, dan wordt zo'n motor een synchrone compensator genoemd.
Via sleepringen brengt men gelijkspanning op de elektromagneet van de rotor. Deze motor zal daardoor synchroon draaien met het 50 Hz-draaiveld. Door meer of minder gelijkstroom op de rotorelektromagneet toe te voeren kan men de bekrachtiging van de motor regelen. De stroom die deze motor opneemt is voorijlend op de spanning.  Deze machine verbetert dus de arbeidsfactor (cos φ) van de opgenomen stroom van het lichtnet. De normale verbruikers zoals TL-lampen en asynchrone motoren nemen een stroom op die naijlt t.o.v. de spanning. Deze machines verbruiken naast werkelijk vermogen ook een noemenswaardig blindvermogen.

## Werking
Als er veel motoren, gasontladingslampen of andere inductieve toestellen op een installatie zijn aangesloten, dan bestaat de mogelijkheid, dat de faseverschuiving zó groot wordt, dat er een zogenaamde cos φ -compensatie, ook wel cos φ - verbetering genoemd, noodzakelijk is. Hiermee wordt de faseverschuiving tussen stroom en spanning tot een aanvaardbare waarde teruggebracht. Dit wordt bereikt met een synchrone compensator, die parallel aan de inductieve belasting wordt geplaatst. Bijgaand vectordiagram maakt dit verder duidelijk.